# Модерна књижевност
Модерна књижевност или модернизам је заједнички назив за све правце који су се јављали у периоду од деведесетих година 19. века до Првог светског рата, углавном у Европи и Северној Америци, а карактерише га самосвесни раскид са традиционалним начинима писања, како у писању поезије тако и у прози. Модернизам је експериментисао са књижевном формом и изразом, као што је илустровано максимом Езре Паунда „Учините то новим“. Овај књижевни покрет је био вођен свесном жељом да се преокрену традиционални начини представљања и изразе нови сензибилитети свог времена. Ужаси Првог светског рата довели су до преиспитивања преовлађујућих претпоставки о друштву, и много модернистичког писања бави се технолошким напретком и друштвеним променама модерности које се крећу у 20. век.

## Настанак модерне
Као реакција на позитивизам и на реалистичко-натуралистичку доктрину у уметности, крајем 19. века у Европи се јављају идеалистичка и метафизичка филозофија и модерна уметност неоромантичног карактера, што се исказује у више покрета, школа и струја (симболизам, импресионизам, неоромантизам, неокласицизам и др.). Додуше, модерне тенденције у књижевности јавиле су се још средином 19. века, када је, чувени француски песник, Шарл Бодлер 1857. године објавио своју збирку ''Цвеће зла'', која се сматра претечом модерне. Међутим, јавност још увек „није била спремна“ да прихвати тако нешто, па је његова збирка оштро осуђена. Јавност ју је тек касније, крајем 19. века, почела да прихвата, што је и означило почетак модерне.
Модерна није јединствен покрет; различито је идејно, естетски и национално обележена. Термин модерна први пут је употребљен у Немачкој осамдесетих година. У Аустрији песници устају против натурализма пропагирајући индивидуализам и „уметност душе“. У Француској је модернизам декадентно-симболистичког смера, а у северним земљама наглашени су психологизам, унутрашњи свет и мистика.
Један од прекурзора модернизма је био Фридрих Ниче, посебно његова идеја да су психолошки нагони, посебно „воља за моћи“, важнији од чињеница или ствари. Анри Бергсон (1859–1941), с друге стране, наглашавао је разлику између научног времена на сату и директног, субјективног, људског искуства времена. Његов рад о времену и свести „имао је велики утицај на романсијере двадесетог века“, посебно на оне модернисте који су користили технику тока свести, као што су Дороти Ричардсон за књигу Шиљати кровови (1915), Џејмс Џојс за Уликс (1922) и Вирџинија Вулф (1882–1941) за Госпођа Даловеј (1925) и До светионика (1927). Такође је важна у Бергсоновој филозофији била идеја élan vital, животне силе, која „доноси креативну еволуцију свега“. Његова филозофија је такође давала високу вредност интуицији, иако не одбацујући важност интелекта. Ове различите мислиоце ујединило је неповерење у викторијански позитивизам и извесност. Модернизам као књижевни покрет може се посматрати и као реакција на индустријализацију, урбанизацију и нове технологије.
Важни књижевни претходници модернизма били су Фјодор Достојевски (1821–81) (Злочин и казна (1866), Браћа Карамазови (1880)); Волт Витмен (1819–92) (Лишће траве) (1855–91); Гистав Флобер (1821-1880) (Мадам Бовари (1856-57), Сентиментално васпитање (1869), Искушење светог Антонија (1874), Три приче (1877), Bouvard et Pécuchet (1881)); Шарл Бодлер (1821–67) (Les Fleurs du mal), Рембо (1854–91) (Илуминације, 1874); Кнут Хамсун (1859–1952) (Глад, 1890); Август Стриндберг (1849–1912), посебно његове касније драме, укључујући трилогију У Дамаску 1898–1901, Игра из снова (1902), Соната духова (1907).
У почетку, неки модернисти су неговали утопијски дух, подстакнут иновацијама у антропологији, психологији, филозофији, политичкој теорији, физици и психоанализи. Песници имажистичког покрета, који је основао Езра Паунд 1912. као нови поетски стил, дали су модернизму своје почетке у 20. веку, и одликовали су се поезијом која је фаворизовала прецизност слика, краткоћу и слободан стих. Овај идеализам је, међутим, окончан избијањем Првог светског рата, а писци су стварали циничнија дела која су одражавала преовлађујући осећај разочарања. Многи модернистички писци су такође делили неповерење у институције моћи као што су влада и религија, и одбацивали су појам апсолутних истина.
Модернистичка дела као што је Пуста земља (1922) Т. С. Елиота била су све више самосвесна, интроспективна и истраживала су мрачније аспекте људске природе.

## Поетичка обележја модерне
Иако модернизам представља само заједнички назив за више потправаца, они ипак имају неке заједничке особине. Те особине су заправо и основна начела модернизма као правца. То су:
- субјективизам
- индивидуализам
- узнемирени сензибилитет
- духовно клонуће
- песимизам
- декаденција
- бежање од стварности
- окретање унутрашњем човековом животу
- музикалност и мелодичност
- сугестивност израза.

Сва ова начела се стваралачки реализују као ново осећање изражено иновативним уметничким средствима и облицима, иновативним изражајним формама и разноликим мотивско-стилским обележјима.

## Modernist literature after 1939
Though The Oxford Encyclopedia of British Literature sees Modernism ending by c.1939, with regard to British and American literature, "When (if) Modernism petered out and postmodernism began has been contested almost as hotly as when the transition from Victorianism to Modernism occurred". Clement Greenberg sees Modernism ending in the 1930s, with the exception of the visual and performing arts. In fact, many literary modernists lived into the 1950s and 1960s, though generally speaking they were no longer producing major works.

## Потправци модерне
Модернизам је, као што је речено, заједничко име за више потправаца који су се развијали у периоду од деведесетих година 19. века до Првог светског рата. Неки од тих праваца били су значајнији, док неки нису имали скоро никаквог значаја за историју књижевности.
Ипак неки од тих покрета превазилазе границе регионалног и имају универзално значење. Најзначајнији од њих су:
- италијански: футуризам, херметизам и неореализам
- немачки: експресионизам и нова стварност
- руски: акмеизам, авангардизам, критицизам и соцреализам
- англосаксонски: имажизам, иракундизам и френетизам (бит покрет)
- шпански ултраизам
- француски: кубизам, дадаизам, надреализам, еготизам, егзистенцијализам и објективизам.

## Представници

### Француска
- Шарл Бодлер
- Артур Рембо
- Пол Верлен
- Стефан Маларме

### Немачка, Аустрија
- Франц Кафка
- Рајнер Марија Рилке

### Русија
- Александар Блок

### Србија
- Алекса Шантић
- Јован Дучић
- Милан Ракић
- Владислав Петковић Дис
- Сима Пандуровић
- Борисав Станковић
- Милутин Бојић